# القناة الطبية السورية الفضائية
القناة السورية الطبية هي محطة تلفزيونية مقرها دمشق، سوريا وتبث عدة برامج متنوعة في مجال الطب والصحة.